# トーマス・B・カトロン
トーマス・ベントン・カトロン（Thomas Benton Catron, 1840年10月6日 – 1921年5月15日）は、ニューメキシコ州の創設に影響力を持った、アメリカ合衆国の政治家・法律家。後にアメリカ合衆国上院議員となる。

## 若年期
カトロンはミズーリ州レキシントン近郊に生まれ、名の「トーマス」は州上院議員のトーマス・ハート・ベントンにちなんで名付けられた。レキシントンの公立学校で教育を受け、1860年、法律の学位を受けてミズーリ大学を卒業した。
南北戦争の間、カトロンはアメリカ連合国陸軍で4年間兵役した。ミズーリの自宅が破壊されてしまったため、戦争後は彼は西部へ移ろうとした。他の連合国の退役兵に続いて、彼は1866年にニューメキシコ準州へ到着し、ラスクルーセスに住んだ。

## ニューメキシコでの生活
カトロンは元々の経歴である法律の道に進むことに決めて、1867年には法廷弁護士に任じられた。カトロンが住んでいた地域には法律家が少なかったため、彼はすぐに第三司法管轄地区の地方検事（1867年 - 1868年）になり、1869年にはニューメキシコの検事総長に選任された。彼はユリシーズ・グラント大統領に選任されたアメリカ合衆国弁護士の地位を辞任した。

## 初期の政治経歴
1870年代にカトロンはニューメキシコの地方政治に関わり、その結果共和党によい印象を与えた。1884年から1909年まで、彼はニューメキシコ準州の様々な委員会の委員となり、準州の議員選挙に1892年に出馬したが落選した。1894年には一度当選するが、1896年には再選挙により敗北した。

## 州制の擁護
カトロンはニューメキシコの州制への擁護者であった。1897年から1910年まで、彼は直接政治には関与していなかったが、地域のすべての問題において彼は共和党の主力であり、法律の仕事を準州都サンタフェに移して、議員の友人と親しくなった。1912年にニューメキシコが47番目の州となると、カトロンは州最初の上院議員に選出された。

## フォールとの連盟
ニューメキシコが州になった最初の10年は、カトロンは恐らく誰よりも共和党の優勢に寄与した。しかし、彼は自分の経歴とニューメキシコにおける共和党全体が必然的に沈下するひとつのミスを犯した。彼は、親友で州の上院議員であったアルバート・フォールと個人的な同盟を組んだ。フォールは議会でももっとも贈賄の効く人物で、1916年には彼はニューメキシコ共和党に完全に嫌われた。党はフォールを助けるカトロンの行動を恥じて、カトロンは共和党から追い出された。カトロンは不本意ながら従い、政治から手を引いた。
その後、カトロンは1921年に死去した。
| 議会   | 議会                                                               | 議会                               |
| ------ | ------------------------------------------------------------------ | ---------------------------------- |
| 先代 - | ニューメキシコ州選出上院議員（第1部） 1912年3月27日 - 1917年3月4日 | 次代 アンドリュース・A・ジョーンズ |